# 﨑原成美
﨑原 成美（さきはら なるみ、1998年9月11日 - ）は、日本の女子バスケットボール選手である。ポジションはスモールフォワード。Wリーグのトヨタ紡織サンシャインラビッツ所属。

## 来歴
千葉県出身。
東京学館浦安高校から東京医療保健大に進みインカレ優勝。
2021年、トヨタ紡織サンシャインラビッツにアーリーエントリーを経て加入。